# Reconstituirea (film din 1968)
Această pagină se referă la filmul Reconstituirea din 1968. Pentru alte sensuri, vedeți Reconstituirea (film)
Reconstituirea este un film artistic românesc dramatic în alb-negru, regizat de Lucian Pintilie în 1968, cu premiera în 1970. Scenariul a fost scris de Horia Pătrașcu, pe baza nuvelei omonime a acestuia, în colaborare cu regizorul.
Acțiunea filmului cuprinde reconstituirea de către autorități, la locul faptei, a unei bătăi între doi tineri, cu scopul realizării unui film educativ despre efectele distructive ale alcoolului, dar evenimentul se termină tragic, cu moartea unuia din tineri.
Din cauza criticii sale sociale dure, filmul a fost interzis după numai câteva luni de difuzare. A ajuns din nou în cinematografele din România doar în 1990.
În 1970, filmul a ajuns totuși să fie prezentat în cadrul Quinzaine des réalisateurs la Festivalul de la Cannes și a avut o primire critică bună. În 2008, 40 de critici de film l-au ales pe locul întâi printre primele 10 cele mai bune filme românești din toate timpurile.

## Acțiunea filmului
Acțiunea filmului se desfășoară într-un singur loc, în apropierea unui orășel, într-un cadru natural, pe malul unui râu care curge printre munți, la un ștrand care are și bufet cu terasă. În râu se scaldă doar o tânără veselă, iar pe terasă stau bufetierul și un plutonier de miliție. În apropiere șade o femeie bătrână cu înfățișare de țărancă, cu o gâscă în brațe, în jurul ei fiind un cârd de gâște. Din difuzorul bufetului se aude un cântec de-al formației Phoenix.
Sosește o mașină de teren relativ mare, cu un procuror, secretarul comitetului local al Partidului Comunist Român, un milițian, un operator de film, doi tineri și un profesor, directorul secției serale a liceului din localitate. În timp ce cineastul își pregătește echipamentul, procurorul îi spune secretarului de partid de ce au venit: cei doi băieți, deși sunt prieteni, s-au îmbătat pe acea terasă sărbătorind după ce au luat bacalaureatul, s-au încăierat, l-au lovit în cap pe bufetier și au dărâmat un chioșc. De aceea sunt pasibili de o condamnare la închisoare de trei ani, pentru huliganism, distrugere de bunuri publice și tentativă de omor. După părerea lui, este vorba de o nimica toată, dar trebuie făcut un film despre efectele distructive ale alcoolului, și apoi îi va lăsa liberi pe băieți. Mai spune și că a divorțat de soția lui și cere niște bani împrumut de la celălalt. Despre profesorul care șade la o parte cu o înfățișare nefericită spune că este așa pentru că fiica lui de 19 ani s-a sinucis, iar soția lui este amanta procurorului.
În vale este o cale ferată pe care trec trenuri din când în când. Totodată, pe un stadion invizibil are loc un meci de fotbal, și uneori se aud strigătele suporterilor.
În timp ce procurorul șade pe malul opus al râului cu secretarul de partid care pescuiește, plutonierul le explică tinerilor că trebuie să-și joace în mod fidel faptele, și atunci procurorul va fi sigur indulgent cu ei. Le cere ca repetiție să cânte așa cum au făcut-o atunci când erau beți. Băieții nu-i iau în serios dispozițiile. Atunci plutonierul începe să facă instrucție ca la armată cu unul din ei, Ripu, apoi și celălalt, Vuică, intervine voluntar în instrucție, pe care o tratează ca o joacă. Profesorul protestează cu voce tare împotriva procedeului, iar fata prezentă, pe care în film o numesc numai „domnișoara”, râde la vederea scenei. Plutonierul își încetează brusc comenzile și-i servește pe tineri cu țigări, apoi caută să-i convingă să facă ce le cere procurorul.
Bufetierul și Ripu trebuie să stea încleștați ca și cum s-ar bate, ca să joace prima scenă. Uitându-se la aceasta, profesorul încearcă să-l convingă pe procuror de absurditatea filmării. În timp ce operatorul schimbă filmul în aparatul de filmat, Ripu, stând tot încleștat cu bufetierul, izbucnește în plâns și îi cere iertare acestuia, care îi cere și el iertare lui Ripu. Scena este filmată cu succes. Între timp, în fața bufetului se opresc niște țigani cu coșuri pline de zmeură. Oficialii cumpără de la ei și fac pauză. Toți mănâncă zmeură, în afară de cei doi băieți. Până la urmă li se dă și lor, apoi procurorul le înapoiază actele de identitate și le spune că sunt liberi, dar filmul trebuie făcut.
La televizorul din bufet se vede că pe stadion este accidentat un jucător și este luat de o ambulanță. Aceasta trece cu viteză mare pe drumul din vale și dă în cârdul de gâște. Bătrâna este disperată, căci i-au pierit două, iar celelalte s-au răspândit în pădurea de pe coasta muntelui. Procurorul îl trimite pe plutonier să le aducă înapoi. Merg cu el și operatorul, și băieții. Vuică dispare de lângă ceilalți. Milițianul îi ia buletinul lui Ripu, spunându-i că trebuie să-l aducă înapoi pe Vuică. Ripu nu-l găsește și se întoarce la bufet, apoi Vuică se întoarce de la sine, în plus aducând gâștele. Între timp, profesorul s-a îmbătat în bufet.
Filmarea trebuie continuată. Ripu nu are deloc chef de așa ceva, dar Vuică tratează aceasta cu umor. Operatorul îi spune lui Ripu cum să-l lovească pe Vuică. După o oarecare opoziție, îl lovește, Vuică simulează o cădere și, deoarece sunt sub un duș, trage de mânerul acestuia. Ripu se înfurie și acum l-ar bate cu adevărat, dar sunt despărțiți.
Profesorul beat protestează din nou împotriva caracterului abuziv a ceea ce se întâmplă, și își întinde mâinile către procuror, parcă cerând să fie încătușat. Apoi i se face rău și este așezat în mașină.
Filmarea continuă cu scena în care băieții doboară un chioșc în timp ce se bat. Mai trebuie filmată o singură scenă. Se repetă de mai multe ori cum Ripu îl lovește pe Vuică și acesta pe rostogolește pe malul noroios în pantă. La primele repetiții, Ripu doar simulează loviturile, dar o dată îl lovește cu adevărat, și gura lui Vuică sângerează. Îl întreabă îndurerat pe Ripu de ce l-a lovit. Scena ar fi fost foarte bună pentru film, dar tocmai atunci operatorul nu a filmat, pentru că schimba filmul în aparat. Ripu, furios, îl lovește pe el.
Tocmai atunci sosește acolo mulțimea de la meciul terminat și se oprește să se uite la ce se întâmplă.
Se pregătește încă o dată filmarea scenei, dar acum Ripu nu mai vrea să lovească. Vrea să-și dea actul de identitate secretarului de partid, dar acesta nu-l ia. Vuică îl provoacă și, în sfârșit, Ripu îl lovește. Cu aceasta, reconstituirea este terminată. Procurorul pornește către mașină și îi spune lui Ripu că îi duce și pe ei în oraș, dar acesta refuză.
Între timp, mașina a rulat până la râu, ajungând cu roțile din față în apă, pentru că nu îi era trasă frâna de ajutor. Cu ajutorul unor suporteri, mașina este împinsă cu greu înapoi pe drum, cu profesorul așezat mai devreme în ea și cu procurorul care tocmai s-a urcat. Mașina trece prin mulțimea suporterilor, care îl salută pe procuror, acesta răspunzându-le prin semne cu mâna.
O vreme Vuică doar șade pe jos și își pipăie capul, apoi se ridică și pornește clătinându-se. Suporterii pe lângă care trece îl cred beat. Până la urmă se prăbușește. Ripu își cere iertare de la el plângând, dar el tot mai glumește, spunându-i lui Ripu să nu-i pară rău, căci el e sătul de toate și pleacă. Începe să-i curgă sânge dintr-o ureche și moare. Vine un suporter și îi face reproșuri lui Ripu, iar acesta îl lovește. Un alt suporter îl ia la bătaie pe Ripu, până când ceilalți îi despart. Filmul se termină cu fața tragică a lui Ripu în prim-plan.

## Distribuție
- Vladimir Găitan — Ripu, unul dintre tineri
- George Mihăiță — Vuică, celălalt tânăr
- George Constantin — procurorul
- Emil Botta — Paveliu, profesorul
- Ernest Maftei — Dumitrescu, plutonierul de miliție
- Ștefan Moisescu — Drăgan, secretarul de partid
- Nicky Wolcz — Vlad, operatorul
- Ileana Popovici — domnișoara
- Niță Anastase — tânăr milițian, șoferul procurorului (nemenționat)[6][7]

## Producție și difuzare
Horia Pătrașcu, scenaristul filmului, a participat în jurul anului 1960 la o filmare de genul celei din film, în apropierea Caransebeșului, pe malul râului Timiș, după ce 10-15 muncitori și-au sărbătorit bacalaureatul și s-au încăierat. Din acest eveniment s-a inspirat pentru a scrie și a publica o nuvelă. Aceasta i-a plăcut lui Lucian Pintilie și l-a rugat pe Pătrașcu să scrie împreună un scenariu pe baza ei.
Turnarea filmului a avut loc în vara anului 1968, în apropiere de Sinaia, tocmai când trupele Pactului de la Varșovia au pătruns în Cehoslovacia pentru a reprima Primăvara de la Praga. Vladimir Găitan și George Mihăiță erau atunci studenți la Institutul de Artă Teatrală și Cinematografică, acesta fiind primul lor film. Ileana Popovici apăruse până atunci la televiziune drept cântăreață de muzică ușoară. Era și ea debutantă în film. Au jucat și doi amatori: milițianul șofer a fost interpretat de șoferul echipei de filmare, iar bufetierul – de șeful de producție al filmului.
Deși 1968 era în mijlocul perioadei celei mai liberale a regimului comunist, viața filmului de după realizarea sa a fost plină de greutăți. Discuțiile în jurul difuzării sale au durat un an de zile. Organele abilitate l-au vizionat de mai multe ori, au cerut tăierea uneia sau alteia dintre părți, dar Pintilie nu a cedat. Se părea că filmul nu va fi prezentat, dar, spre surprinderea realizatorilor, s-a anunțat totuși premiera sa la București, la cinematograful „Luceafărul”, fără afiș, numai printr-o simplă foaie de hârtie expusă. A rulat la acest singur cinema timp de două luni, cu înghesuială la intrare, apoi numai câte o zi în câteva orașe mari din provincie, după care difuzarea a fost oprită. În ciuda acestui fapt, filmul a ajuns la Cannes.
În România, filmul a fost prezentat din nou abia după douăzeci de ani, în 1990, și a figurat și în programul televiziunii. În alte țări a fost din nou vizibil la unele festivaluri, în cadrul unor retrospective, de exemplu la Festivalul Internațional de Film de la Berlin (2002), Festivalul Internațional de Film de la Palm Springs (2008), Festivalul de Film „Transatlantyk” de la Łódź (2018), sau la Festivalul de Artă EUROPALIA (2019).

## Interpretări și critici
După premiera sa, presa culturală română în general a lăudat filmul. 33 de scriitori l-au calificat ca cel mai bun film al anului 1969. De altfel, Zaharia Stancu, președintele de atunci al Uniunii Scriitorilor, a avut un rol hotărâtor pentru difuzarea filmului.
Un exemplu de primire călduroasă din 1970 este critica lui Petre Rado din România literară. După părerea sa, filmul este o tragicomedie cutremurătoare care are drept cauză groaznica inconștiență și iresponsabilitate a reprezentanților autorităților, interpretarea din partea lor a caracterului educativ ca violare a realității. Încearcă cu încăpățânare să recreeze autenticul, irepetabilul, ireversibilul, chiar întâmplătorul (însuși procurorul spune că faptele originare sunt de fapt o nimica toată, dar trebuie realizat un film educativ). Ridicarea aparent nevinovată, dar practic tragică a întâmplătorului la nivelul caracteristicului face din film o tragicomedie grotescă. Este cu atât mai tragic, cu cât personajele nu sunt neoameni, ci niște oameni obișnuiți capabili și de blândețe, de înțelegere, chiar de compasiune. Vina lor nu este intenția gândită, ci inconștiența. Ei joacă o piesă scrisă de alții, dar o interpretează senin, pescuind, mâncând zmeură, alergând după gâște în același timp. Singurul personaj conștient este profesorul, numai el simte și exprimă adevărul despre ceea ce se întâmplă, dar este un om distrus și neputincios. Criticul vede valoarea artistică a filmului, printre altele în felul în care creează o atmosferă în care natura, obiectele, zgomotele provoacă o neliniște continuă. Spectatorul bănuiește un sfârșit tragic, dar bănuiala sa nu decurge din dialoguri, din personaje, ci din modul în care camera baleiază încet, aparent impasibil, dar insistent, spațiul fizic, obiectele și personajele. Realizării filmului îi corespund perfect cele trei unități ale tragediei clasice (de loc, de timp și de acțiune), precum și structura sa.
În opoziție cu presa culturală, ziarele partidului comunist au criticat dur filmul, afirmând că nu răspunde „tendințelor fundamentale de dezvoltare ale societății noastre” sau că se îndepărtează de „normele sociale și morale ale societății socialiste”.
Presa franceză din 1971 a primit în general bine filmul. De pildă, după Michel Duran de la Le Canard enchaîné, „… Cu toată această dezordine aparentă, această nonșalanță și această monotonie, el face o dramă sfâșietoare și prezintă un tablou destul de pesimist al vieții din raiul socialist...” În Témoignage chrétien, Gaston Haustrate afirmă: „Acest pamflet curajos, aparent nonșalant, are niște ghiare cu atât mai supărătoare cu cât nu prea se văd. Pintilie mârâie bine și luciditatea sa este dureroasă. Nu poți să nu te temi de el.”
În 1990 și ulterior, analizele și criticile despre film au corespuns cu cele pozitive din urmă cu 20 de ani, dar au reflectat și atitudinea autorilor lor față de regimul comunist căzut. De exemplu Dan Stoica scrie: „Dacă vreodată comunismul va încerca, la noi, să-și pretindă o anume pozitivitate istorică, va lua fără îndoială ca etalon anul 1968, momentul maximei lui liberalizări politice și sociale. E deajuns însă să vedem filmul reprezentând tocmai acel moment, pentru a ne convinge de derizoriul unei asemenea ambiții.”
Și în alte țări s-au ocupat critici de acest film după 1990. Bunăoară Konstanty Kuzma constată în East European Film Bulletin că „pe tovarăși nu-i preocupă să găsească estetica reflectării corespunzătoare a realității. În retorica regimului, a fi realist nu înseamnă a fi fidel împrejurărilor evenimentului originar. Fidelitate înseamnă pur și simplu a fi fidel idealurilor regimului”.